# Mamdouh Abouebaid
Mamdouh Taha Abouebaid (nascido em 1 de janeiro de 1988) é um handebolista egípcio que integrou a seleção egípcia nos Jogos Olímpicos de Verão de 2016 no Rio de Janeiro, onde a equipe ficou em nono lugar. Atua como armador direito e joga pelo clube Al Ahly.